# Burgstall Haldenberg (Ursberg)
Der Burgstall Haldenberg (auch Burg Lichtenau oder Burgstall Mindelzell genannt) ist ein Burgstall einer Hangburg in der Gemeinde Ursberg im Landkreis Günzburg in Bayern. Er liegt circa fünf Kilometer südlich von Ursberg und neunhundert Meter südlich vom Ortsrand von Mindelzell.

## Lage
Der zweigliedrige Burgstall liegt am steilen Westrand des Mindeltales auf einer Höhe von 50 Meter über der Talsohle.

## Geschichte
Die Herren von Lichtenau sind seit der ersten Hälfte des dreizehnten Jahrhunderts als Besitzer erwähnt. Von 1226 bis 1240 war Konrad von Lichtenau Propst von Ursberg. 1517 verstarb der letzte des Geschlechts, Bischof Heinrich von Lichtenau aus Augsburg. 1525 wurde die Burg im Deutschen Bauernkrieg zerstört. 1525 wurde in Memmingen eine der ersten Forderungen nach Menschen- und Freiheitsrechten in Europa, die Zwölf Artikel, von den Bauern erhoben.
Der Burgstall wird in der Bayerischen Denkmalliste mit der Aktennummer D-7-7728-0041 als Bodendenkmal geführt.

## Beschreibung der Anlage
Die südliche Vorburg, befindet sich auf einer großen Hochebene und ist durch einen tiefen Graben von der etwa gleich hohen Hochfläche abgeschnitten. Sie ist östlich davon in Richtung Mindeltal durch einen natürlichen Steilhang geschützt. Auf der etwa gleich hohen Hochfläche nördlich der Vorburg befindet sich das zerwühlte ovale Kernburgplateau. Der geböschte Kegel, auf dem die Kernburg liegt, ist durch einen breiten und tiefen Graben aus der Hangkante herausgetrennt und hat im Westen zusätzlich einen Halsgraben mit einem Zwischental. Nördlich davon ist eine kleinere niedrigere Hochebene vorgelagert.